# مبهیدرولین
مبهیدرولین (انگلیسی: Mebhydrolin) نوعی داروی آنتی هیستامین است که برای درمان درماتیت آلرژیک و سایر وضعیت‌های آلرژیک استفاده می‌شود.